# Lucia discifer
Lucia discifer är en fjärilsart som beskrevs av Herrich-Schäffer 1869. Lucia discifer ingår i släktet Lucia och familjen juvelvingar. Inga underarter finns listade i Catalogue of Life.